# Duleep Trophy 2024/25
Die Duleep Trophy 2024/25 war die 61. Ausgabe des indischen First-Class-Cricket-Wettbewerbes.

## Format
Anders in den Jahren zuvor nehmen seit dieser Ausgabe nicht die Zonen-Teams Indiens an dem Wettbewerb Teil, sondern vom indischen Verband zusammengestellte Teams A, B, C, D. Die vier Mannschaften spielen im Gruppensystem den Gewinner des Wettbewerbes aus.

## Kaderlisten
Die Kader wurden am 14. August vom verband bekanntgegeben.
| First-Class | First-Class | First-Class | First-Class |
| Team A | Team B | Team C | Team D |
| --- | --- | --- | --- |
| - Shubman Gill (K) - Mayank Agarwal - Khaleel Ahmed - Akash Deep - Shivam Dube - Dhruv Jurel (wk) - Vidwath Kaverappa - Avesh Khan - Tanush Kotian - Prasidh Krishna - Kumar Kushagra (wk) - Riyan Parag - KL Rahul (wk) - Shashwat Rawat - Tilak Varma - Kuldeep Yadav | - Abhimanyu Easwaran (K) - Mohit Avasthi - Rahul Chahar - Yash Dayal - Ravindra Jadeja - Yashasvi Jaiswal - N Jagadeesan (wk) - Musheer Khan - Sarfaraz Khan - R Sai Kishore - Mukesh Kumar - Rishabh Pant (wk) - Nitish Kumar Reddy - Mohammed Siraj - Washington Sundar | - Ruturaj Gaikwad (K) - Himanshu Chauhan - B Indrajith - Aryan Juyal (wk) - Anshul Khamboj - Umran Malik - Mayank Markande - Rajat Patidar - Abishek Porel (wk) - Hrithik Shokeen - Sai Sudharsan - Manav Suthar - Vijaykumar Vyshak - Sandeep Warrier - Suryakumar Yadav | - Shreyas Iyer (K) - KS Bharat (wk) - Ricky Bhui - Tushar Deshpande - Yash Dubey - Saransh Jain - Ishan Kishan (wk) - Saurabh Kumar - Devdutt Padikkal - Axar Patel - Harshit Rana - Akash Sengupta - Arshdeep Singh - Atharva Taide - Aditya Thakare |

## Resultate
Tabelle
| Teams  | Sp. | S | N | U | R | DWF | DTF | DLF | ND | BP | Punkte | Q     |
| ------ | --- | - | - | - | - | --- | --- | --- | -- | -- | ------ | ----- |
| Team A | 3   | 2 | 1 | 0 | 0 | 0   | 0   | 0   | 0  | 0  | 12     | 1.351 |
| Team C | 3   | 1 | 1 | 0 | 0 | 1   | 0   | 0   | 0  | 0  | 9      | 1.121 |
| Team B | 3   | 1 | 1 | 0 | 0 | 0   | 0   | 1   | 0  | 0  | 7      | 0.753 |
| Team D | 3   | 1 | 2 | 0 | 0 | 0   | 0   | 0   | 0  | 0  | 6      | 0.870 |

Sieg: 6 Punkte; Remis: 1 Punkte
Spiele
| 5. – 8. September Scorecard | Bengaluru | Team B 321 (116) & 184 (42) | – | Team A 231 (72.4) & 198 (53) |
|                             |           | India B gewinnt mit 76 Runs |   |                              |

| 5. – 8. September Scorecard | Anantapur (A) | Team D 164 (48.3) & 236 (58.1) | – | Team C 168 (62.2) & 233-6 (61) |
|                             |               | India C gewinnt mit 4 Wickets  |   |                                |

| 12. – 15. September Scorecard | Anantapur (A) | Team A 290 (84.3) & 380-3d (98) | – | Team D 183 (52.1) & 301 (82.2) |
|                               |               | India A gewinnt mit 186 Runs    |   |                                |

| 12. – 15. September Scorecard | Anantapur (B) | Team B 525 (124.1) & 128-4d (37) | – | Team C 332 (108) |
|                               |               | Remis                            |   |                  |

| 19. – 22. September Scorecard | Anantapur (B) | Team D 349 (87.3) & 305 (58.3) | – | Team B 282 (76.2) & 115 (22.2) |
|                               |               | India D gewinnt mit 257 Runs   |   |                                |

| 19. – 22. September Scorecard | Anantapur (A) | Team A 297 (90.5) & 286-8d (66) | – | Team C 234 (71) & 217 (81.5) |
|                               |               | India A gewinnt mit 132 Runs    |   |                              |